# Ivanildo Plein
Ivanildo Kenrik Plein (Paramaribo, 25 februari 1981) is een Surinaamse bestuurder, sociaal werker, ondernemer en politicus. Sinds de verkiezingen van 2020 is hij voor de Nationale Partij Suriname (NPS) lid van De Nationale Assemblée.

## Biografie
Plein werd in 1981 geboren. Hij is ondernemer en sociaal werker. Hij richtte de Stichting Jongeren van Flora en Omgeving (SJOFLO) op en is er zelf de voorzitter. Daarnaast is hij bestuurslid van de Nationale Vereniging van Welzijnsorganisaties (NVvWO), als ondervoorzitter en secretaris met de verantwoordelijkheid over deskundigheidsbevordering en kwaliteitszorg. Ook was hij voorzitter van de Stichting Fonds in Nood Suriname (SFINS).
Hij was lid van de NPS Jongeren in het ressort Flora en van 2005 tot 2010 lid van de ressortraad aldaar. Van 2015 tot 2020 was hij districtsraadslid in Paramaribo.
In oktober 2015 werd hij verkozen tot voorzitter van de afdeling Paramaribo. In oktober vond een incident plaats waarbij er een kogel in zijn kantoor in het partijgebouw Grun Dyari naar binnen kwam, vlak langs de stoel waar hij zat. Uit een reconstructie door Justitie bleek dat de kogel van een militair afkomstig was die het restaurant ernaast bewaakte. De militair verklaarde dat het wapen per ongeluk afging nadat hij veiligheidsmaatregelen had gepleegd. In 2018 werd hij herkozen als voorzitter.
Tijdens de verkiezingen van 2020 was hij verkiesbaar voor de NPS op plaats 3 in Paramaribo. Met 293 stemmen achter zich werd hij verkozen tot lid van DNA. Tijdens de verkiezingen van 2025 werd hij op nummer 6 van de lijst van de NPS herkozen.